# 古流長刀
古流長刀（こりゅうなぎなた）とは、和泉国日根の亀井輝重が伝えていた長刀の流派。

## 歴史
亀井輝重が始めた長刀の流派である。
肥後の浪士であった松本源次郎助次が諸国修業中、和泉国日根の亀井輝重から古流長刀を学び修得した。
松本は肥後に帰って古流長刀を広めた。
現在は、熊本県で肥後古流長刀という名称で活動している。

刃四尺、柄四尺の長刀を使う。

## 系譜
- 亀井輝重
- 松本源次郎助次
- 石寺可亭貞次
- 入江新内時陳
- 入江新次郎貞馨
- 小堀平右衛門闊看
- 入江太郎八貞伸
- 安田市助貞方
- 入江太郎八貞伸
- 村島貞諧
- 安田退三貞栄
- 三浦栄四郎
- 安田萬喜
  - 木野静恵
    - 平田眞由美

  - 蟻田久代
    - 近藤千代子
      - 平田眞由美

## リンク
- 肥後古流長刀
- 熊本県立図書館 富永家文書『古流長刀之事』
- 熊本県立図書館 富永家文書『古流長刀秘伝』

| サブスタブ | この項目は、まだ閲覧者の調べものの参照としては役立たない、書きかけの項目です。この項目を加筆・訂正などしてくださる協力者を求めています。このテンプレートは分野別のサブスタブテンプレートやスタブテンプレート（Wikipedia:分野別のスタブテンプレート参照）に変更することが望まれています。 |